# Southport (Connecticut)

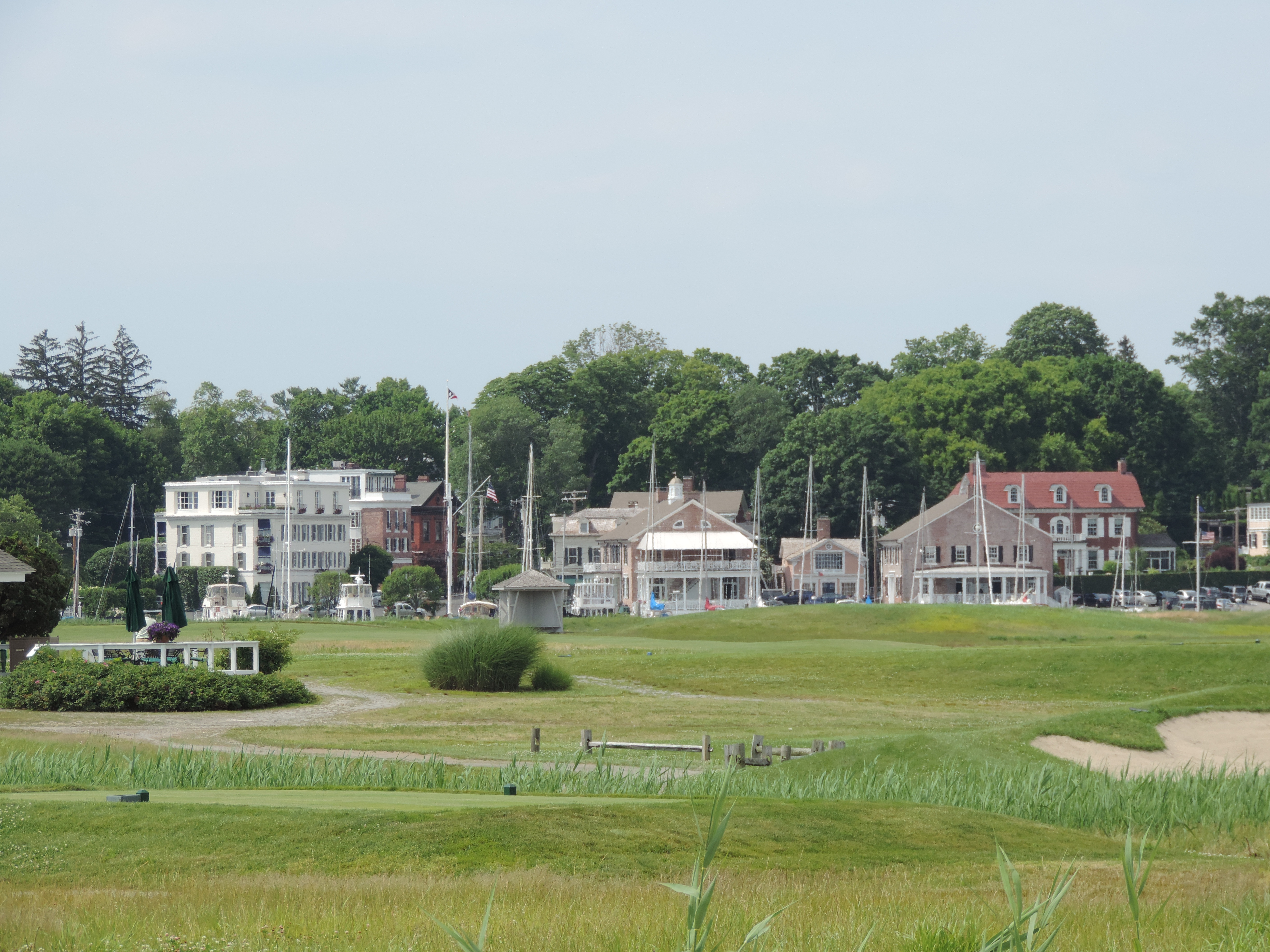
Uma vista do porto em Southport. A foto foi tirada na praia de Sasco, do outro lado do Mill River.

Southport é uma região censitária (CDP) na cidade de Fairfield, Connecticut. Ela está localizada ao longo do estuário de Long Island entre Mill River e Sasco Brook, onde faz fronteira com Westport. No censo de 2010, tinha uma população de 1.585 pessoas. Estabelecida em 1639, o centro de Southport foi designado distrito histórico local desde 1967 e foi listado no National Register of Historic Places em 1971 como Southport Historic District.[carece de fontes?]
O evento mais antigo registrado na história de Southport foi a "The Great Swamp Fight" ou "Fairfield Swamp Fight" de julho de 1637, um episódio da Guerra Pequot em que forças coloniais inglêsas lideradas por John Mason e Roger Ludlow derrotaram um bando de cerca de 80 a 100 índios Pequot que haviam fugido de seu território natal na área de Mystic e se refugiaram com cerca de 200 índios Sasqua que habitavam a área que hoje é Fairfield. A localização exata da batalha não é conhecida, mas sabe-se que foi nas proximidades de Southport.